# Nicomedes Martín Mateos
Nicomedes Martín Mateos (Béjar, Salamanca 1806- Ibid., 1890) fue un filósofo español, seguidor de la corriente espiritualista y del pensamiento neo-cartesiano. 

## Biografía
Nació en Béjar (provincia de Salamanca), el 15 de septiembre de 1806, hijo de Manuel Martín Mateos y de Petra Pozo Yagüe. Fue en esta localidad en la que pasó la mayor parte de su vida, y donde falleció 84 años después.
Aunque siendo niño inició estudios eclesiásticos, los dejó para volcarse en su vocación definitiva, el Derecho, licenciándose en leyes en la Universidad de Salamanca, donde era conocido como el joven Cicerón por su facilidad de palabra.
Casado con Celedonia Hernández Bueno, con treinta años era juez de Peñaranda de Bracamonte (Salamanca), donde nace su hija Petra. Posteriormente nacerá su hermano Francisco, segundo y último hijo de Nicomedes Martín Mateos.
Fue juez en Andújar (Jaén), y a continuación registrador de la propiedad en Béjar, donde permanecería el resto de su vida.
Una considerable parte de su incesante actividad profesional estuvo ligada a su ciudad natal, repartiendo sus intereses entre la docencia; la defensa en diversos medios escritos de sus ideas filosóficas; y la promoción y gestión de distintos organismos ciudadanos ligados a Béjar. Entre otras muchas realizaciones, puede citarse que fundó la Sociedad Económica de Amigos del País de Béjar en dos ocasiones (1834 y 1879); fue alcalde de la localidad; promotor, profesor y director durante 13 años de la Escuela Industrial de Béjar (fundada en 1852); y profesor de filosofía en un colegio de enseñanza secundaria (de 1874 a 1883).
Falleció en Béjar el 7 de enero de 1890 (sus restos reposan en un nicho del cementerio de San Miguel), dejando un considerable legado de publicaciones dedicadas a los ámbitos de la filosofía y de la docencia.

## Obra filosófica
Influido por ideólogos católicos franceses, defendió con convicción a Descartes como padre de la filosofía moderna. La mayor parte de sus ideas filosóficas están recogidas en su manual de filosofía titulado  "El espiritualismo. Curso de Filosofía" (Mellado, Madrid 1861-1863).
En sus obras sostiene la importancia de la filosofía como poderoso elemento para la formación de hombres y ciudadanos, argumentando que  "La verdadera filosofía es la que engrandece el alma y la inclina al progreso y la perfección".
Hacia 1851, a petición de su amigo Joaquín Muñoz Bueno, Nicomedes Martín Mateos redacta un comentario crítico a la obra recién publicada de Juan Donoso Cortés, titulada "Ensayo sobre el Catolicismo, el Liberalismo y el Socialismo". Frente a la importancia que Donoso Cortés atribuye a la teología en la conformación de la sociedad, Nicomedes Martín Mateos contrapone su visión espiritualista, poniendo el acento en la metafísica como soporte racional del pensamiento, y rechazando las acusaciones de Donoso contra los partidos liberales acerca de su falta de conocimientos teológicos.
En 1866 mantuvo correspondencia con Ramón de Campoamor, quien en su obra "Lo absoluto", criticaba con acidez las convicciones espiritualistas del propio Nicomedes Martín Mateos.
También mantuvo correspondencia con el historiador de la filosofía Gumersindo Laverde y con el filósofo krausista Julián Sanz del Río.
Otra muestra de la importancia de la labor de Nicomedes Martín Mateos, es su inclusión en la obra de Marcelino Menéndez Pelayo "Historia de los heterodoxos españoles".
Fue corresponsal de la Real Academia de la Historia.

## Escritos principales
- Veinte y seis cartas al Señor Marqués de Valdegamas, en contestación a los veinte y seis capítulos de su Ensayo sobre el catolicismo, el liberalismo y el socialismo, por Don Nicomedes M. Mateos, Juez cesante, Imprenta de D. Gerónimo Marcos Gallego, Valladolid 1851.
- El Espiritualismo. Curso de Filosofía, Establecimiento tipográfico de Francisco de Paula Mellado, Madrid 1861-1863, 4 tomos.
- Cartas filosóficas a Don Ramón de Campoamor en contestación a su obra de 'Lo Absoluto', Imprenta de Téllez y Compañía, Béjar 1866.

## Reconocimientos y honores
- Gran Cruz de Isabel la Católica[1]

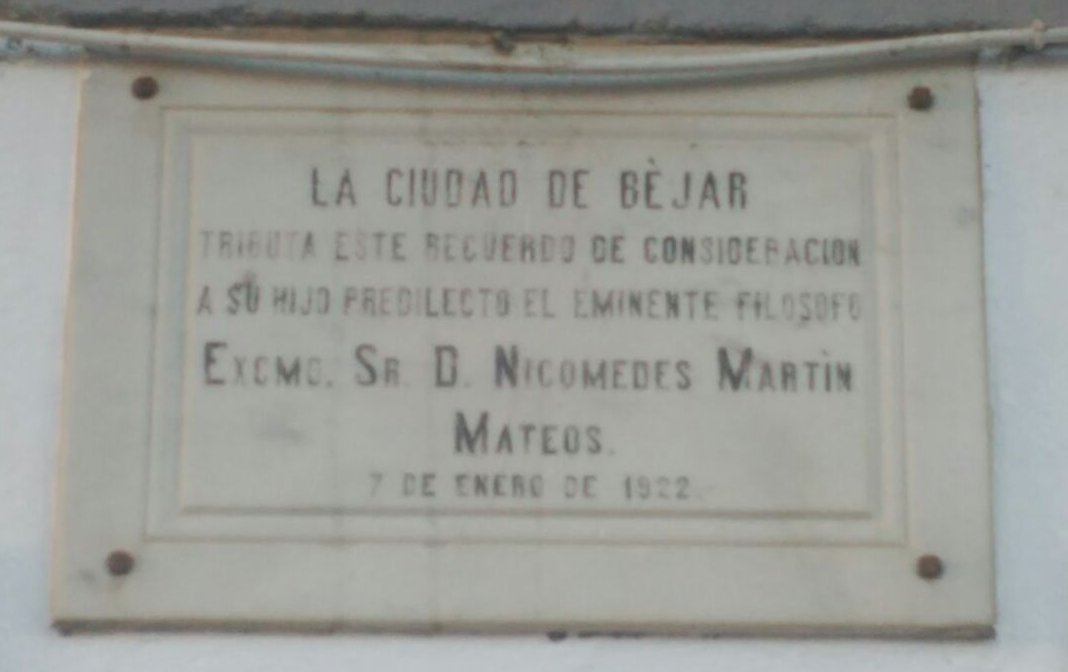
Placa conmemorativa en honor de Nicomedes Martín Mateos (Béjar, 7 de enero de 1922)

- Su localidad natal, Béjar, le dedicó una plaza con su nombre.
- La ciudad de Salamanca cuenta con una calle con el nombre del filósofo.
- La localidad leonesa de Ponferrada también tiene una avenida dedicada a Nicomedes Martín Mateos. Sin embargo, el homenaje no está dirigido al filósofo bejarano, si no a su nieto del mismo nombre, que fue fundador del periódico "El Templario" en el Bierzo. Casado con la hija de uno de los ingenieros del ferrocarril en la localidad, también fue director del periódico "Patria y Letras".